# سنهو
سنهو (به انگلیسی: Sandhoe) یک روستا و محله مدنی در بریتانیا است که در نورث‌آمبرلند واقع شده‌است. سنهو ۵۱۹ نفر جمعیت دارد.